# Unnur Brá Konráðsdóttir
Unnur Brá Konráðsdóttir (ur. 6 kwietnia 1974 w Reykjavíku) – islandzka polityk i prawniczka, posłanka do Althingu i jego przewodnicząca w 2017.

## Życiorys
W 2000 ukończyła studia prawnicze na Uniwersytecie Islandzkim. Pracowała w administracji lokalnej w Ísafjörður, asystentka w sądzie dla regionu Suðurland i prawniczka w państwowym rejestrze nieruchomości. W latach 2006–2009 zajmowała stanowisko burmistrza gminy Rangárþing eystra. Zaangażowała się w działalność polityczną w ramach Partii Niepodległości, wchodziła w skład władz centralnych tego ugrupowania. W latach 2009–2017 zasiadała w Althingu. Pełniła funkcje wiceprzewodniczącej (2009–2013) i przewodniczącej (2017) islandzkiego parlamentu. W kolejnej kadencji czasowo wykonywała mandat deputowanej jako zastępca poselski. W latach 2018–2020 była specjalnym przedstawicielem rządu, zajmując się m.in. sprawami zmian klimatu. Później była przewodniczącą komitetu sterującego rozbudową szpitala Landspítali. W 2022 dołączyła do gabinetu ministra środowiska Guðlaugura Þóra Þórðarsona.